# 圣罗曼教堂 (托莱多)

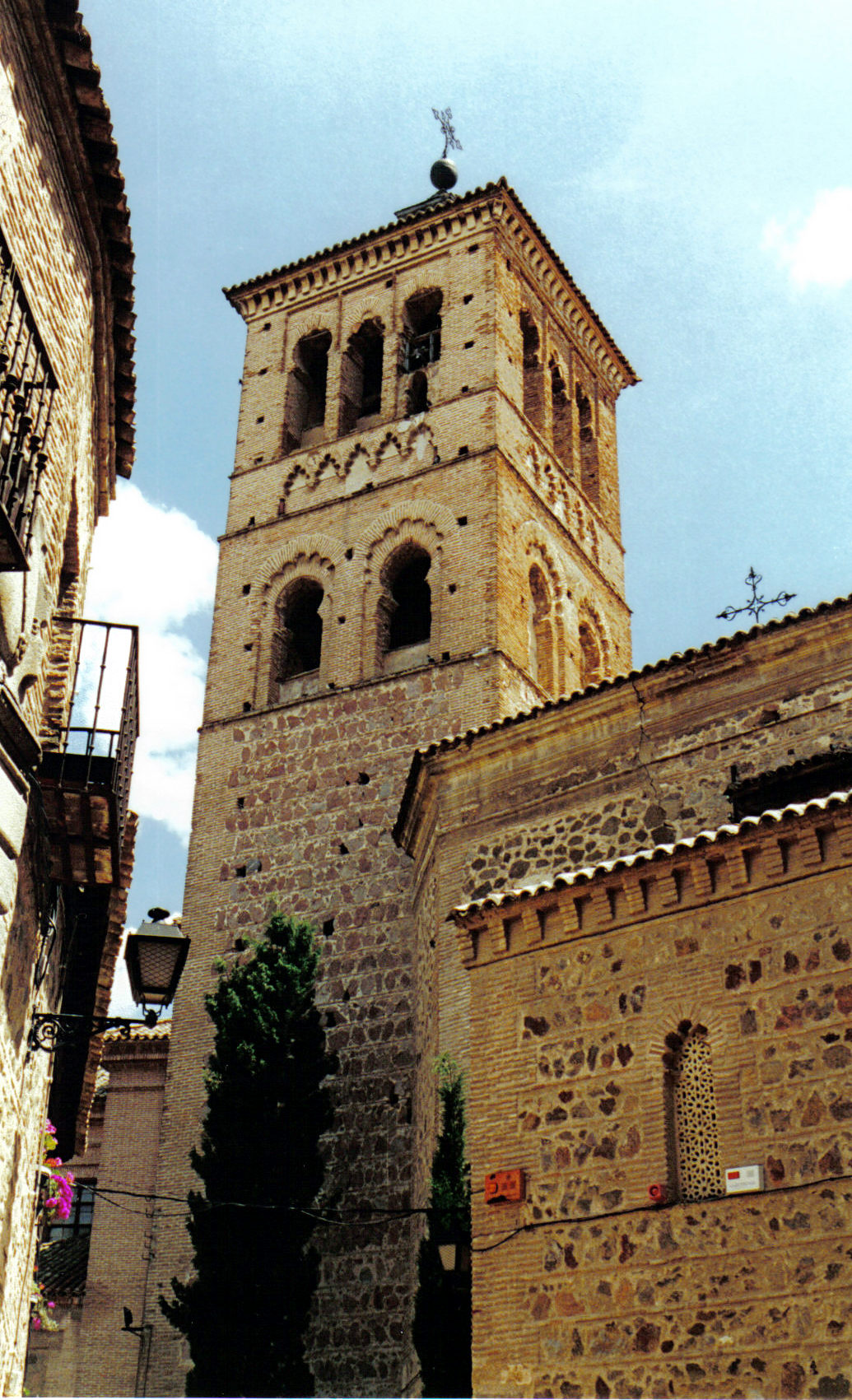
穆德哈尔式钟楼

圣罗曼教堂（Iglesia de San Román）是西班牙托莱多一座罗马天主教教堂，穆德哈尔式建筑风格，于13世纪修建在一座清真寺的遗址上。它坐落在托莱多十二个小山之一的山顶，是该城最古老的部分之一。内部设有西哥特艺术博物馆（Museo de Arte Visigótico）。